# Gilé
El gilé, giley o cuarenta y una es un juego de cartas con descarte de la familia envite en el que se emplea la baraja española.

## Reglas
En el juego del giley participan preferentemente cuatro jugadores ampliándose este número hasta cinco. Se utiliza una baraja española de 28 naipes compuestas por el As, el Rey, el Caballero, la Sota, el siete, el tres y el dos de cada palo. El As vale 11 puntos; rey, caballo, sota, tres y dos, 10 puntos; el siete, 7 puntos. El objetivo del juego es sumar con cartas del mismo palo el máximo número de puntos posibles.

### Desarrollo de una partida
El repartidor, que habrá sido escogido por medio de un sorteo, reparte dos cartas a cada jugador en el sentido antihorario. Después de mirar las cartas se hace una primera ronda de apuestas. Si todos los jugadores pasan, las cartas se barajan y se reparten, dejándose de lado las primeras repartidas.
Una vez finalizada la primera ronda, se reparten dos cartas más a todos los jugadores que continúen en la partida y seguidamente se procede a la segunda ronda de apuestas.
Si después de la segunda ronda quedan dos o más jugadores en juego, comienza la fase del descarte. Cada jugador puede deshacerse de las cartas que considere oportunas y recibe otras tantas para completar una mano final de cuatro cartas. Al finalizar el descarte tiene lugar la ronda final.
Todos los jugadores que hayan quedado en juego muestran sus manos para determinar el ganador. La puntuación máxima con cuatro cartas de un mismo palo (giley) es 41 puntos; seguida de 40 (cuatro cartas de valor 10); luego 38 (As, dos cartas de valor 10 y siete); y 37 (tres cartas de valor 10 más el siete). El resto de manos combinan cartas con dos o más palos diferentes, siendo 31 puntos la mejor mano (As y dos cartas de valor 10).
En el caso de empate a puntos gana el repartidor o el jugador immediatamente sentado a su mano derecha. Una variante del juego establece que, para puntuaciones iguales, el rango de los palos determina el ganador; siendo éste, de mayor a menor: oros, copas, espadas y bastos. Con este sistema el repartidor pierde todo privilegio. Antes de la partida se debe determinar a que variante se va a jugar.